# Jean-Claude Borelly
Pour les articles homonymes, voir Borelly.
Jean-Claude Borelly, né le 2 juillet 1953 à Paris, est un musicien français, trompettiste et chef d'orchestre.

## Biographie

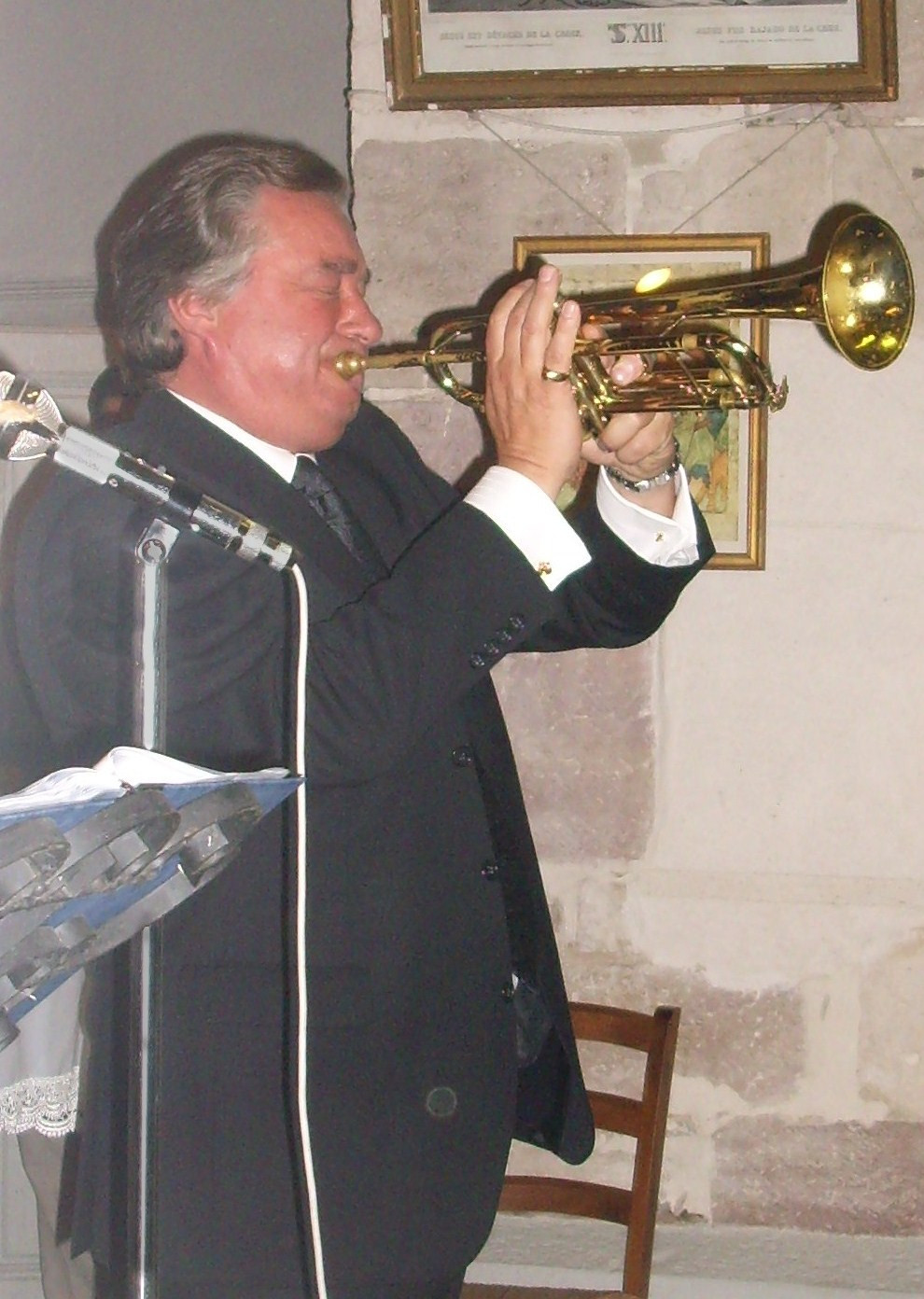
Jean-Claude Borelly en 2008

### Jeunesse et années 1970
C'est à l'âge de 7 ans que Jean-Claude Borelly se découvre une passion pour la trompette, en regardant Louis Armstrong à la télévision. Il rencontre un trompettiste de l'opéra de Paris qui l'initie à l'instrument et l'accompagne pendant toutes ses études au conservatoire et à l'école normale de musique. En 1972, il devient musicien professionnel et se produit dans de nombreuses revues et cabarets parisiens. En 1975, il rencontre les compositeurs Paul de Senneville et Olivier Toussaint, puis leur titre Dolannes mélodie (extrait de la musique du film Un linceul n'a pas de poches) fait un carton et le positionne à la 1re place des hit parades pendant quatre mois dans plusieurs pays d'Europe (France, Suisse, Belgique, Allemagne, Autriche et Pays-Bas) avec 5 millions d'albums vendus dans le monde. En 1976, il connaît un deuxième grand succès international avec le Concerto de la Mer. Puis il enchaîne avec une grande tournée en France avec la radio Europe 1.

### Fin des années 1970 et années 1980 et 1990
De 1977 à 1984, il enchaîne des tournées à travers le monde (Allemagne, Amérique du Sud, Mexique, Japon...). De 1985 à 1986, il anime avec son grand orchestre sur FR3, l'émission Cadence 3. Dans les années 1990, il reçoit deux nouveaux disques d'or avec la compilation de ses plus grands succès. Son spectacle Trompette de feu, donné dans plus de 60 villes françaises, associe la trompette à la pyrotechnie et au laser. Warner Leroy (héritier de la Warner Company) lui propose l'animation de grandes soirées à la Tavern on the green dans Central Park à New York et dans de nombreuses grandes villes américaines comme (Dallas, Boston, Miami, Santa Monica, Memphis, San Diego, Sacramento...). En 1994, il trouve son organiste et chanteur nommé Jean-Jacques Patrice, qui l'accompagne toujours actuellement. En 1995, il s'installe à Las Vegas pour donner des concerts et s'imprégner des sonorités et des techniques musicales des plus grands showmen.

### Années 2000
En 2000, il revient en France. En 2001-2002, Dominique Farrugia lui confie, chaque jour, l'animation musicale de La Grosse Émission sur la chaîne Comédie. Toujours sur cette même chaîne, il anime en duo avec Stéphane Guillon, l'émission Comédie the Story. En 2003, duo musical avec Michaël Youn dans le film La Beuze. Il compose et enregistre son nouvel album intitulé La Mélodie du Lac d'Amour. En 2005, avec la maison de disques Wagram, il sort un nouveau disque nommé De Las Vegas à Paris. Depuis juin 2007, il effectue une grande tournée de concerts dans les églises et cathédrales, dont il apprécie la résonance, de plus de 200 villes et villages pour plus de 45 000 spectateurs.
En mars 2009, il sort un nouvel album, intitulé Du Chœur à la Lumière. Jean-Claude Borelly totalise 18 albums, 22 disques d'or, plus de 15 millions d'albums vendus dans 23 pays et plus de 2000 concerts dans le monde entier,. 
En avril 2014, il sort son album D’Or de Rêve et de Lumière.

### Distinctions et récompenses
- 22 disques d'or

## Discographie
- 1975 :

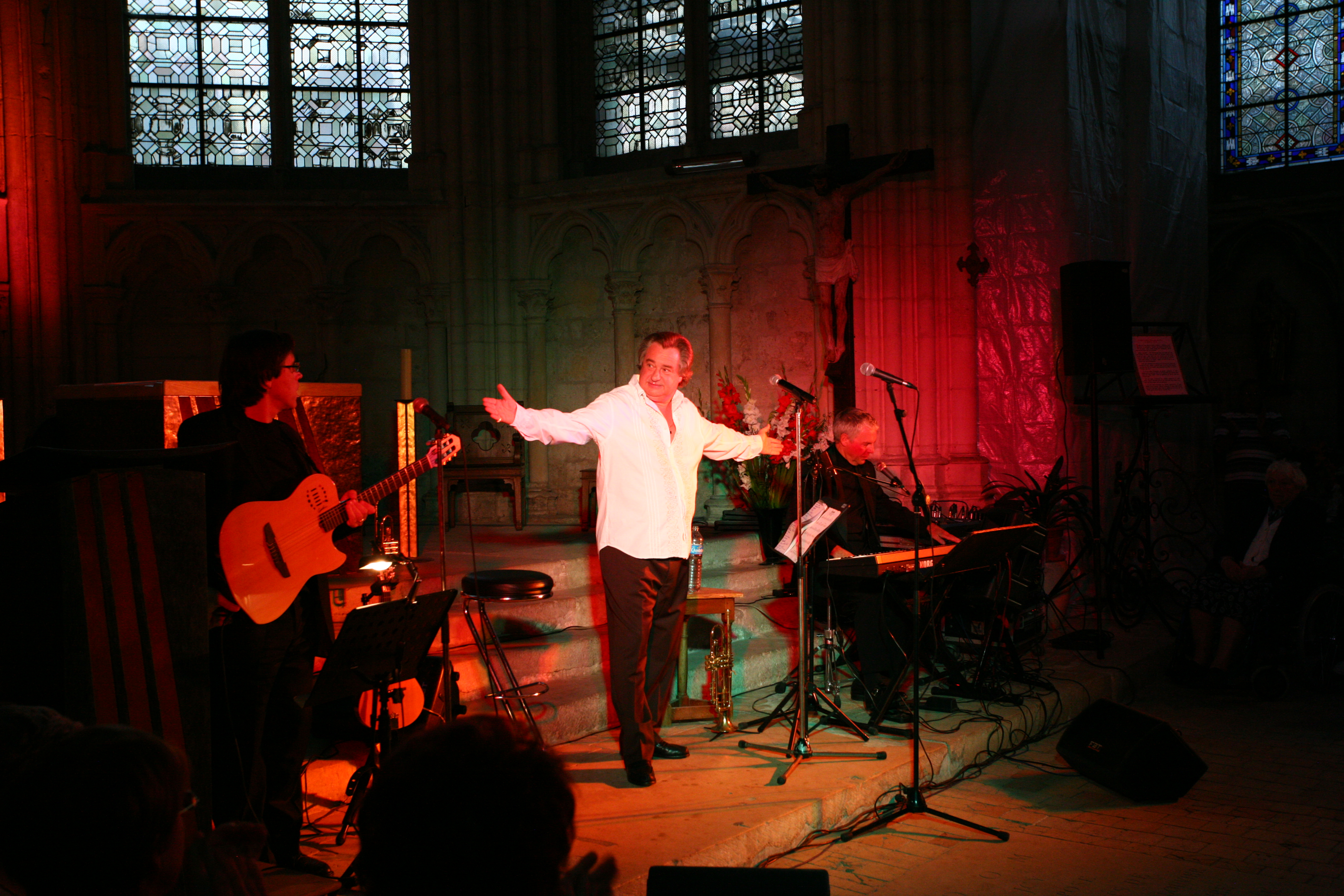
Borelly en concert dans une église.

  - Dolannes mélodie (Label : Delphine)[2]
- 1976 :
  - Sérénade pour deux amours (Label : Delphine)[5]
  - Le concerto de la mer (Label : Delphine)[5]
  - J'accuse (Label : Delphine)[5]
- 1977 :
  - Allez les Verts ![6]
  - Les oiseaux de Thaïlande[6]
  - La petite musique de nuit (Label : Delphine)[5]
  - Love sérénade (Label : Delphine/Discodis)[5]
  - Un amour d'été (Label : Delphine)[5]
  - Happy melody (Label : Delphine)[5]
- 1978 :
  - Don't go breaking my heart[6]
  - Magic fly[6]
  - Onyx[6]
  - Oxygene[6]
  - Porque te vas[6]
  - Le cœur de Sylvie (Label : Delphine/Discodis)[5]
  - Les chansons françaises[6]
- 1979 :
  - Climat (Label : Delphine)[5]
  - Au-delà des nuages (Label : Delphine/Discodis)[5]
- 1980 :
  - Gloria (Label : Delphine)[5]
- 1981 :
  - La guerre des étoiles[6]
- 1983 :
  - L'amour au grand soleil (Label : Delphine/Disc'AZ)[5]
- 1984 :
  - Musiciens, musiciens : Cadence 3 (Label : Delphine)[5]
- 2000 :
  - La mélodie du lac d'amour
- 2002 :
  - De Las Vegas à Paris
  - Les 24 merveilles de la trompette : Volume 1
  - Les 24 merveilles de la trompette : Volume 2
- 2009 :
  - Du chœur à la lumière
- 2014 :
  - D'Or de Rêve et de Lumière